# Pleurocarpaea
Pleurocarpaea là một chi thực vật có hoa trong họ Cúc (Asteraceae).

## Loài
Chi Pleurocarpaea gồm các loài: